# Canton du Sud-Est agenais
Le canton du Sud-Est Agenais est une circonscription électorale française du département de Lot-et-Garonne.

## Histoire
Un nouveau découpage territorial de Lot-et-Garonne entre en vigueur à l'occasion des élections départementales de 2015. Il est défini par le décret du 26 février 2014, en application des lois du 17 mai 2013 (loi organique 2013-402 et loi 2013-403). Les conseillers départementaux sont, à compter de ces élections, élus au scrutin majoritaire binominal mixte. Les électeurs de chaque canton élisent au Conseil départemental, nouvelle appellation du Conseil général, deux membres de sexe différent, qui se présentent en binôme de candidats. Les conseillers départementaux sont élus pour 6 ans au scrutin binominal majoritaire à deux tours, l'accès au second tour nécessitant 12,5 % des inscrits au 1er tour. En outre la totalité des conseillers départementaux est renouvelée. Ce nouveau mode de scrutin nécessite un redécoupage des cantons dont le nombre est divisé par deux avec arrondi à l'unité impaire supérieure si ce nombre n'est pas entier impair, assorti de conditions de seuils minimaux. En Lot-et-Garonne, le nombre de cantons passe ainsi de 40 à 21.
Le canton du Sud-Est Agenais est formé de communes des anciens cantons d'Astaffort (8 communes), de Puymirol (10 communes) et de Laroque-Timbaut (1 commune). Il est entièrement inclus dans l'arrondissement d'Agen. Le bureau centralisateur est situé à Layrac.

## Représentation
| Période élective | Période élective | Mandat       | Mandat                    | Identité                  | Nuance | Nuance | Qualité                                                         |
| ---------------- | ---------------- | ------------ | ------------------------- | ------------------------- | ------ | ------ | --------------------------------------------------------------- |
| 2015             | 2021             | 2015         | 2021                      | Rémi Constans             |        | DVD    | Médecin-cardiologue retraité, maire de Layrac                   |
| 2015             | 2021             | 2015         | octobre 2017 (démission)  | Christine Bonfanti-Dossat |        | LR     | Infirmière, sénatrice (depuis 2017), maire de Lafox (1995-2017) |
| 2015             | 2021             | octobre 2017 | 2021                      | Louise Cambournac         |        | LR     | Maire d'Astaffort (2014-2020)                                   |
| 2021             | 2028             | 2021         | décembre 2024 (démission) | Rémi Constans             |        | UDI    | Conseiller sortant                                              |
| 2021             | 2028             | janvier 2025 | en cours                  | Yohan Verdié              |        | DVD    | Maire de Lafox (depuis 2020)                                    |
| 2021             | 2028             | 2021         | en cours                  | Cécile Genovesio          |        | DVD    | Maire de Saint-Caprais-de-Lerm (depuis 2020)                    |

### Résultats détaillés

#### Élections de mars 2015
À l'issue du 1er tour des élections départementales de 2015, trois binômes sont en ballottage : Christine Bonfanti-Dossat et Rémi Constans (UMP, 36,09 %), Patrick Collet et Catherine Lesné (FN, 32,3 %) et Marie-Pierre Monestes et Patrice Moussaron (DVG, 31,62 %). Le taux de participation est de 58,5 % (7 568 votants sur 12 936 inscrits) contre 57,81 % au niveau départemental et 50,17 % au niveau national.
Au second tour, Christine Bonfanti-Dossat et Rémi Constans (UMP) sont élus avec 38,64 % des suffrages exprimés et un taux de participation de 62,29 % (2 983 voix pour 8 058 votants et 12 936 inscrits).

#### Élections de juin 2021
Le premier tour des élections départementales de 2021 est marqué par un très faible taux de participation (33,26 % au niveau national). Dans le canton du Sud-Est agenais, ce taux de participation est de 37,43 % (4 954 votants sur 13 234 inscrits) contre 39,29 % au niveau départemental. À l'issue de ce premier tour, deux binômes sont en ballottage : Rémi Constans et Cécile Genovesio (DVD, 31,39 %) et Marie-Christine Cluchier et David Sanchez (PS, 29,67 %).
Le second tour des élections est marqué une nouvelle fois par une abstention massive équivalente au premier tour. Les taux de participation sont de 34,36 % au niveau national, 41,08 % dans le département et 38,29 % dans le canton du Sud-Est agenais. Rémi Constans et Cécile Genovesio (DVD) sont élus avec 54,24 % des suffrages exprimés (2 462 voix pour 5 069 votants et 13 238 inscrits),,.

## Composition
Le canton du Sud-Est agenais comprend dix-neuf communes entières.
| Nom                            | Code Insee | Intercommunalité        | Superficie (km2) | Population (dernière pop. légale) | Densité (hab./km2) | Modifier                                    |
| ------------------------------ | ---------- | ----------------------- | ---------------- | --------------------------------- | ------------------ | ------------------------------------------- |
| Layrac (bureau centralisateur) | 47145      | CA Agglomération d'Agen | 38,11            | 3 913 (2022)                      | 103                | modifier les données · modifier les données |
| Astaffort                      | 47015      | CA Agglomération d'Agen | 35,17            | 2 002 (2022)                      | 57                 | modifier les données · modifier les données |
| Castelculier                   | 47051      | CA Agglomération d'Agen | 14,95            | 2 383 (2022)                      | 159                | modifier les données · modifier les données |
| Caudecoste                     | 47060      | CA Agglomération d'Agen | 17,13            | 1 133 (2022)                      | 66                 | modifier les données · modifier les données |
| Clermont-Soubiran              | 47067      | CC des Deux Rives       | 10,39            | 405 (2022)                        | 39                 | modifier les données · modifier les données |
| Cuq                            | 47076      | CA Agglomération d'Agen | 16,89            | 280 (2022)                        | 17                 | modifier les données · modifier les données |
| Fals                           | 47092      | CA Agglomération d'Agen | 9,40             | 405 (2022)                        | 43                 | modifier les données · modifier les données |
| Grayssas                       | 47113      | CC des Deux Rives       | 9,37             | 147 (2022)                        | 16                 | modifier les données · modifier les données |
| Lafox                          | 47128      | CA Agglomération d'Agen | 5,23             | 1 079 (2022)                      | 206                | modifier les données · modifier les données |
| Puymirol                       | 47217      | CA Agglomération d'Agen | 19,54            | 903 (2022)                        | 46                 | modifier les données · modifier les données |
| Saint-Caprais-de-Lerm          | 47234      | CA Agglomération d'Agen | 13,60            | 703 (2022)                        | 52                 | modifier les données · modifier les données |
| Saint-Jean-de-Thurac           | 47248      | CA Agglomération d'Agen | 5,12             | 560 (2022)                        | 109                | modifier les données · modifier les données |
| Saint-Nicolas-de-la-Balerme    | 47262      | CA Agglomération d'Agen | 4,72             | 425 (2022)                        | 90                 | modifier les données · modifier les données |
| Saint-Pierre-de-Clairac        | 47269      | CA Agglomération d'Agen | 13,15            | 871 (2022)                        | 66                 | modifier les données · modifier les données |
| Saint-Romain-le-Noble          | 47274      | CA Agglomération d'Agen | 8,50             | 401 (2022)                        | 47                 | modifier les données · modifier les données |
| Saint-Sixte                    | 47279      | CA Agglomération d'Agen | 5,92             | 356 (2022)                        | 60                 | modifier les données · modifier les données |
| Saint-Urcisse                  | 47281      | CA Agglomération d'Agen | 10,93            | 245 (2022)                        | 22                 | modifier les données · modifier les données |
| Sauvagnas                      | 47288      | CA Agglomération d'Agen | 13,57            | 525 (2022)                        | 39                 | modifier les données · modifier les données |
| Sauveterre-Saint-Denis         | 47293      | CA Agglomération d'Agen | 8,25             | 385 (2022)                        | 47                 | modifier les données · modifier les données |
| Canton du Sud-Est agenais      | 4717       |                         | 259,94           | 17 121 (2022)                     | 66                 | modifier les données                        |

## Démographie
En 2022, le canton comptait 17 121 habitants, en évolution de +2,41 % par rapport à 2016 (Lot-et-Garonne : −0,18 %, France hors Mayotte : +2,11 %).
| 2013   | 2018   | 2022   |
| ------ | ------ | ------ |
| 16 520 | 16 818 | 17 121 |